# Жежелєв міст
Жежелєв міст (серб. Žeželjev most / Жежељев мост) — арковий комбінований (автомобільно-залізничний) міст на річці Дунай сполучає Нові Сад та Петроварадин Сербія. Загальна довжина 474 м. Побудовано в 1961 році. В 1999 році було зруйновано під час бомбардування НАТО Югославії. Рух відновлено в 2018 році, через шість років від початку робіт. Є частиною міжнародної залізниці Белград-Будапешт.
Перший Жежелєв міст (завдовжки 377 метрів) був побудований в 1957 — 1961 роках. Міст був розроблений видатним югославським будівельним інженером Бранко Жижель та побудований будівельною компанією Mostogradnja.
Під час бомбардування НАТО Югославії в цей міст влучило 12 бомб. 23 квітня 1999 року він був остаточно зруйнований, таким чином, припинилося залізничне сполучення між Сербією та Угорщиною. Під час бомбардування НАТО було знищено всі три великі мости на річці Дунай у Нові-Саді (Жежелєв міст, Варадинський міст та міст Свободи).
В 2000 році поблизу Жежелєва мосту було побудовано тимчасовий дорожньо-залізничний міст, що мав сполучати береги до відбудови мосту. Протягом багатьох років відбудову Жежелєва моста було декілька разів перенесено.
Станом на жовтень 2017 року вартість будівництва склала 51,71 млн. Євро. У квітні 2018 року міст було відкрито для регулярного залізничного трафіку